# Jan Stark
Jan W. B. Stark (Noord-Brabant, 1939) is een Nederland civiel ingenieur, voormalig adjunct-directeur bij TNO, en emeritus hoogleraar staalbouw aan de Technische Universiteit Eindhoven. 
Zijn wetenschappelijke interesse lag op een breed gebied van de staalbouw van staalconstructies, composietstructuren, computer-aided design tot computer-aided manufacturing. Met zijn werk heeft Stark met name een bijdragen aan wetenschappelijke en technische ondersteuning van staalconstructies.

## Levensloop
Stark werd geboren in 1939 in Brabant. Na afronding van de hogereburgerschool in 1956 begon hij de studie civiele techniek aan de Technische Hogeschool Delft. In 1962 studeerde hij hier af in de toegepaste mechanica bij A. L. Bouma. 
Na zijn afstuderen begon hij in 1963 bij TNO, waar hij adjunct-directeur bij het TNO-instituut voor Bouwmaterialen en Bouwconstructies werd. In 1983 begon hij ook als wetenschappelijk medewerker aan de Technische Universiteit Eindhoven. Op 31 oktober 1986 aanvaardde hij de aanstelling als buitengewoon hoogleraar in de staalbouw, waarbij de rede sprak "Over ijzer en staal."
Stark heeft in samenwerking met het Staalbouwkundig Genootschap in Rotterdam en het Civieltechnisch Centrum Uitvoering Research en Regelgeving in Gouda onder andere onderzoek verricht naar het statisch gedrag van staal-betonliggers. Hij werkte verder samen met het Nederlands Normalisatie Instituut, de European Convention for Constructional Steelwork, en leverde hij een bijdrage aan de Europese Unie, Drafting panels Eurocode 3 en 4.
In 1999 werd Stark als eerste Nederlander onderscheiden met de Charles Massonet Award van de European Convention for Constructional Steelwork (ECCS), een in 1998 ingestelde prijs voor "verbetering van wetenschappelijke en technische ondersteuning van staalconstructies." De tweede Nederlander die deze prijs ontving was de vertrekkend hoogleraar staalbouw Frans Bijlaard van de TU Delft in 2015.

## Werk

### Over ijzer en staal, 1986
In de rede "Over ijzer en staal" uit 1986 gaat Stark in op de vraag naar het belang van toegepaste mechanica voor de staalbouw. Deze problematiek had hij als volgt geformuleerd:
"Men kan zich natuurlijk afvragen of theorievorming en technische ontwikkeling voor het ontwerpen zo'n belangrijke rol spelen; of wiskunde en toegepaste mechanica niet overgewaardeerd worden; of ervaring en gevoel niet voldoende zijn. Immers, ook in de oudheid zijn indrukwekkende bouwwerken tot stand gekomen, zonder de hulp van theorie."
Bij de beantwoording van die vraag kijkt Stark nog eens terug naar de diësrede van Cornelis Gijsbert Jan Vreedenburgh uit 1951, en de afscheidsrede van Wim Kamerling als  hoogleraar Constructief Ontwerpen aan de Technische Universiteit Eindhoven in 1985. In de tijd van Vreedenburgh was ontwerpen op basis van ervaring, intuïtie en vernuft nog acceptabel. De snelle opkomst van nieuwe materialen en constructies hebben de ondersteuning met mechanica en constructieleer onmisbaar gemaakt.

## Publicaties
- J.W.B. Stark. Koudgevormde profielen. Staalbouwkundig Genootschap, 1976, 1984
- J.W.B. Stark. Over ijzer en staal, Rede TUe, 1986.
- J.W.B. Stark. Statisch onbepaalde staal-beton liggers : theorie en richtlijnen. Onderzoekscommissie Staal-Beton Liggers; Instituut TNO voor Bouwmaterialen en Bouwconstructies, Rijswijk, 1987.
- Reidar Bjorhovde, Andre Colson, Geerhard Haaijer en Jan W. B. Stark (red). Connections in Steel Structures II: Behaviour, Strength and Design. 1992.
- J.W.B. Stark. Verbinden: kenmerken van verbindingen in staalconstructies en het berekenen van mechanische verbindingsmiddelen en lassen volgens Eurocode 3, Bouwen met Staal, 2012.

Artikelen, een selectie
- Stark, Jan WB. "Design of composite floors with profiled steel sheet", in: International Specialty Conference on Cold-Formed Steel Structures. 3. 1978
- Jelle Witteveen, Jan W. B. Stark, Frans S.K. Bijlaard, en Piet Zoetemeijer, "Welded and Bolted Beam-to-Column Connections", Serial Information: Journal of the Structural Division, 1982, Vol. 108, Issue 2, Pg. 433-455
- Bijlaard, F. S. K., Nethercot, D. A., Stark, J. W. B., Tschemmernegg, F., & Zoetemeijer, P. "Structural properties of semi-rigid joints in steel frames." IABSE PERIODICA, 2. 1989.